# Núria García Jacas
Núria García Jacas (1961-2023) fue una científica, conservadora, profesora y taxónoma española.

## Carrera
Estudió Ciencias Biológicas en la Universidad de Barcelona, donde obtuvo su licenciatura en el año 1984 y el doctorado en 1992.
Desde 2009, hasta el momento de su fallecimiento, fue Funcionaria de Carrera de la Escala de Investigadores Científicos del CSIC, desarrollando actividades académicas y científicas en el Laboratorio de Biosistemática y Sistemática Molecular, del Instituto Botánico de Barcelona.

## Algunas publicaciones
- noemí Montes-Moreno, núria García-Jacas, carles Benedí González, Llorenç Sáenz. 2013. Evaluation of the taxonomic status of the genus Aliella (Compositae, Gnaphalieae): a recircumscription of the genus Phagnalon. Phytotaxa 148 (1): 1 - 31 resumen.
- s. López-Vinyallonga, k. Romashchenko, a. Susanna, núria García-Jacas. 2011a. Systematics of the Arctioid group: disentangling Arctium and Cousinia (Cardueae, Carduinae). Taxon 60 (2): 539 - 554
- igor Boršić, alfonso Susanna, svetlana Bancheva, núria García-Jacas. 2011b. "Centaurea Sect. Cyanus: Nuclear Phylogeny, Biogeography, and Life-Form Evolution." International Journal of Plant Sciences 172 (2): 238 - 249 resumen.
- o. Hidalgo, alfonso Susanna de la Serna, núria García-Jacas, joan Martín. 2008. From acaveate to caveate: evolution of pollen types in the Rhaponticum group (Asteraceae, Centaureinae) related to extreme conditions. Botanical Journal of the Linnean Society 158 (3): 499 – 510 resumen.
- vicki a. Funk, randall j. Bayer, s. Keeley, Chan, raymund Chan, l. Watson, b. Gemeinholzer, e. Schilling, j.l. Panero, b.g. Baldwin, núria García-Jacas, alfonso Susanna, r. Jansen. 2007. Everywhere but Antarctica: Using a supertree to understand the diversity and distribution of the Compositae. Biol. Skr. 55: 343 - 373.
- núria García Jacas, t. Garnatje, a. Susanna, r. Vilatersana. 2002. Tribal and subtribal delimitation and phylogeny of the Cardueae (Asteraceae): a combined nuclear and chloroplast DNA analysis. Molecular Phylogenetics & Evolution 22: 51 - 64.
- -----------------------, -------------, --------------, ------------------. 2001a. Generic delimitation and phylogeny of the subtribe Centaureinae (Asteraceae): a combined nuclear and chloroplast DNA analysis. Ann. Bot. (Oxford) 87: 503 - 515.
- t. Garnatje, núria García-Jacas, r. Vilatersana. 2001b. Natural triploidy in Centaurea and Cheirolophus (Asteraceae) . Bot. Helv. 111: 25 - 29 resumen.
- núria García Jacas. 1998a. "Centaurea kunkelii (Asteraceae, Cardueae), a new hybridogenic endecaploid species of sect. Acrocentron from Spain". “Annales botanici Fennici 35: 159 - 167, Helsinki, 20 de noviembre de 1998, ISSN 0003-3847.
- -----------------------, a. Susanna, v. Mozaffarian. 1998b. New chromosome counts in the subtribe Centaureinae (Asteraceae, Cardueae) from West Asia, III. Botanical Journal of the Linnean Society 128: 413 - 422.
- -----------------------, -------------, r. Vilatersana, m. Guara. 1998c. New chromosome counts in the subtribe Centaureinae (Asteraceae, Cardueae) from West Asia, II. Botanical Journal of the Linnean Society 128: 403 - 412.
- a. Susanna, núria García-Jacas. 1998. Floristic biodiversity of Northern Morocco. Consejo Superior de Investigaciones Científicas, Madrid[4] Lagascalia 21 (1): 241 - 254.
- -------------, -----------------------, d.e. Soltis, p.s. Soltis. 1995. Phylogenetic relationships in tribe Cardueae (Asteraceae) based on ITS sequences. American Journal of Botany 82: 1056 - 1068.